# Ichneumon consecutorius
Ichneumon consecutorius là một loài tò vò trong họ Ichneumonidae.